# Ла-Касса
Ла-Касса (итал. La Cassa) — коммуна в Италии, располагается в регионе Пьемонт, в провинции Турин.
Население составляет 1600 человек (2008 г.), плотность населения составляет 145 чел./км². Занимает площадь 12 км². Почтовый индекс — 10040. Телефонный код — 011.
Покровителем коммуны почитается святой Лаврентий, празднование 10 августа.

## Демография
Динамика населения:

## Администрация коммуны
- Официальный сайт: http://www.comune.la-cassa.to.it/